# Hesperantha petitiana
Hesperantha petitiana är en irisväxtart som först beskrevs av Achille Richard, och fick sitt nu gällande namn av John Gilbert Baker. Hesperantha petitiana ingår i släktet Hesperantha och familjen irisväxter. Inga underarter finns listade i Catalogue of Life.